# 泉外旭川駅
泉外旭川駅（いずみそとあさひかわえき）は、秋田県秋田市泉菅野二丁目にある、東日本旅客鉄道（JR東日本）奥羽本線の駅である。
追分駅から乗り入れる男鹿線の列車も停車する。

## 概要
当駅開業以前の秋田駅 - 土崎駅間は距離が7.1キロメートルあり、これは県庁所在地の中心駅から隣駅までの距離としては東北6県で最長だった。
元々、泉・外旭川地区は、泉ハイタウンのような土地区画整理事業や宅地開発事業などの進行により居住環境が向上し、人口が密集する地域であった。一方、秋田駅や土崎駅の両駅から離れていたため、新たな駅を造ることにより、それらの地域の利便性向上が期待されるとして、2011年3月に策定された「第6次秋田市総合都市計画」の一施策として構想されていた。
また、駅から北西約1.5キロメートルに位置する場所（秋田市卸売市場跡地）にて、イオンタウンが大型商業施設を建設予定であることから、さらなる地域発展・人口増加が見込まれることや施設利用者のアクセス面を考え、秋田市が総事業費約20億7,300万円を全額負担する請願駅として建設されるに至った。
秋田県内では、2001年（平成13年）に岩城町（現・由利本荘市）で開業した羽越本線岩城みなと駅以来の新駅となった。

### 駅名決定までの経緯
「泉外旭川」の名称は、泉地区と外旭川地区の境界付近に立地することに由来する。泉は概ね駅の南側の地区、外旭川は北側の地区である（境界と線路は一致していない）。秋田市は構想段階の仮称として使用していた「泉・外旭川新駅」が市民にも浸透しているとして、2019年（令和元年）7月にJRへ「泉外旭川駅」を提案し、JRは自治体からの要望のほか、利用客の認識しやすさ、周辺住民の受容、類似した駅名の有無などを勘案して選定した。

## 歴史
- 2018年（平成30年）
  - 7月31日：JR東日本が秋田市から「泉・外旭川新駅（仮称）の設置について」の協議を受ける[報道 2]。
  - 9月18日：JR東日本と秋田市が「泉・外旭川新駅（仮称）等整備事業に関する基本協定」を締結[報道 2]。
- 2019年（平成31年・令和元年）
  - 1月18日：東北運輸局が当駅の設置を認可[報道 1][報道 2][新聞 1][新聞 7]。
  - 12月7日：当駅の工事に着手[新聞 2][新聞 4]。
- 2020年（令和2年）2月20日：駅名を「泉外旭川駅」に決定[報道 5][新聞 8]。
- 2021年（令和3年）3月13日：開業[報道 3][報道 4][新聞 3]。
- 2023年（令和5年）5月27日：ICカード「Suica」の利用が可能となる[報道 6][報道 7]。
- 2024年（令和6年）10月1日：えきねっとQチケのサービスを開始[1][報道 8]。

## 駅構造
長さ約125メートル、幅2.6メートルの単式ホーム2面2線を有する地上駅である。秋田貨物駅などが近くにあり、上下線が離れて走っているため、駅舎は上下線で挟む形で設置されており、南北駅前広場から地下通路を通って中に入る。なお、この地下通路は駅北東側の外旭川地区と南西側の泉地区を連絡する機能を兼ねており、24時間通行可能である。
秋田駅管理の無人駅である。自動券売機、簡易Suica改札機が設置されている。待合室前の通路にトイレがあり、地下通路の出入口には階段のほかにエレベーターが併設されている。

### のりば
| 番線 | 路線                      | 方向 | 行先     |
| ---- | ------------------------- | ---- | -------- |
| 1    | ■奥羽本線 （■男鹿線含む） | 上り | 秋田方面 |
| 2    | ■奥羽本線                 | 下り | 青森方面 |
| 2    | ■男鹿線                   | 下り | 男鹿方面 |

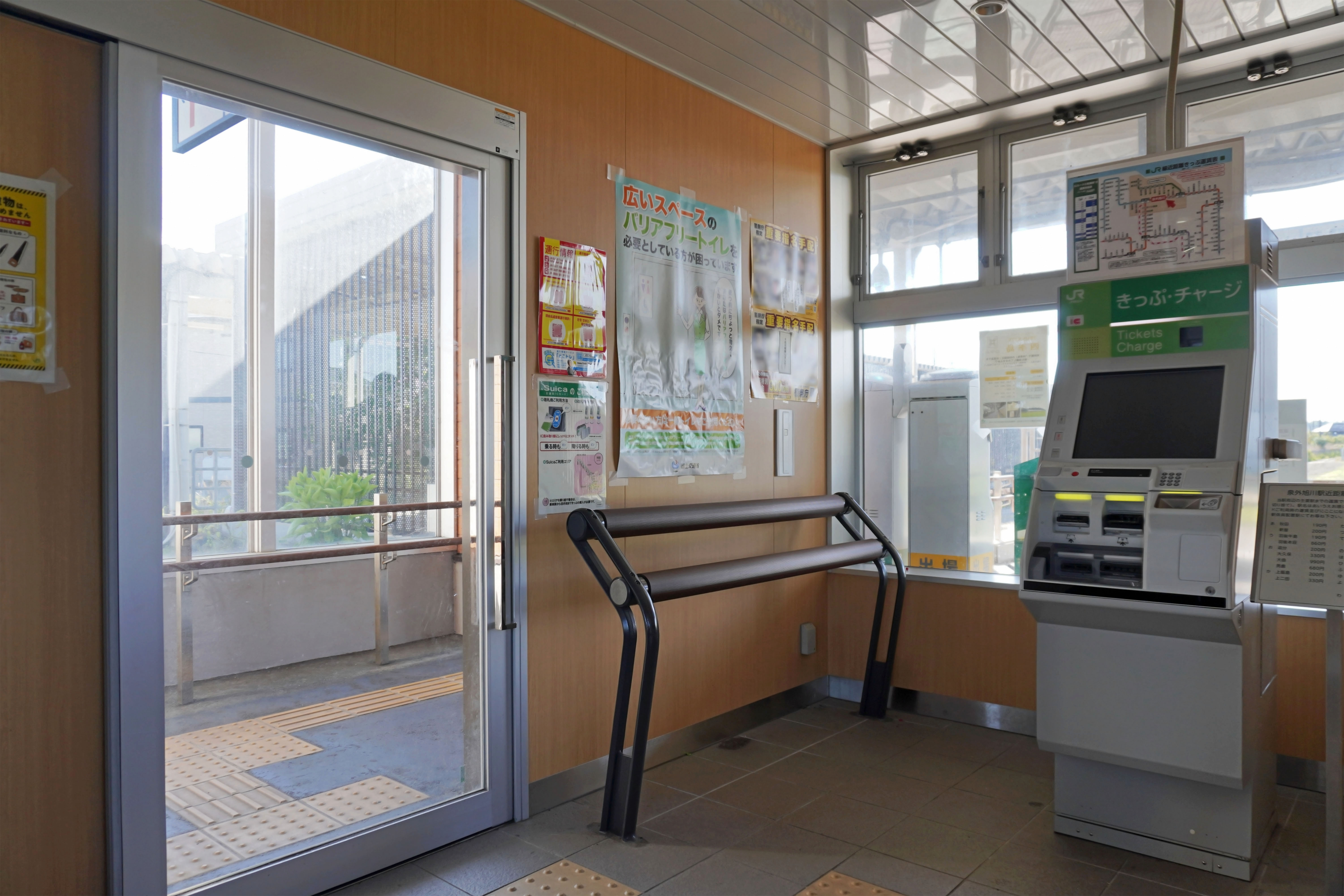
待合室内（2024年5月）
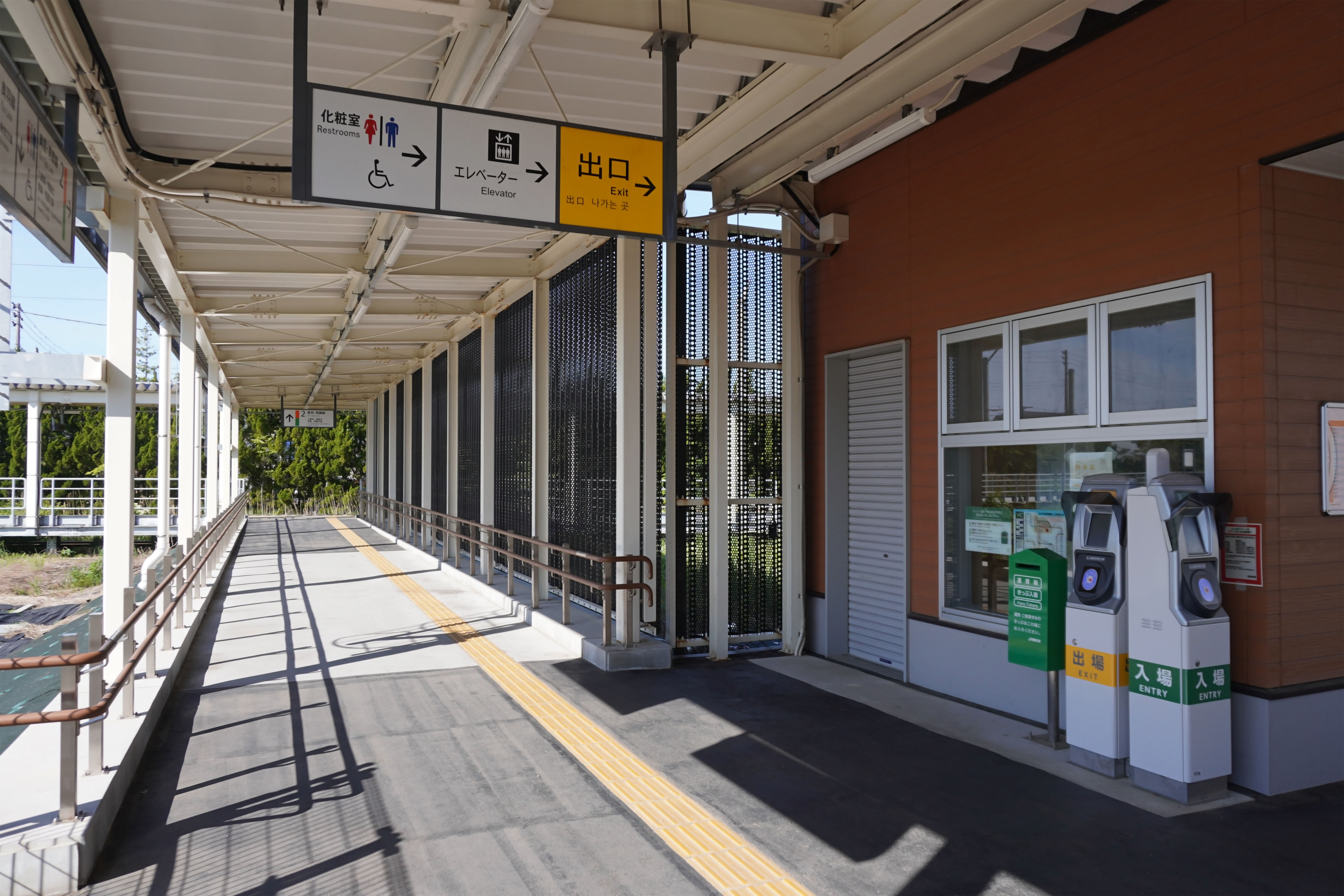
待合室から離隔のある上下線ホームを結ぶ連絡通路（2024年5月）
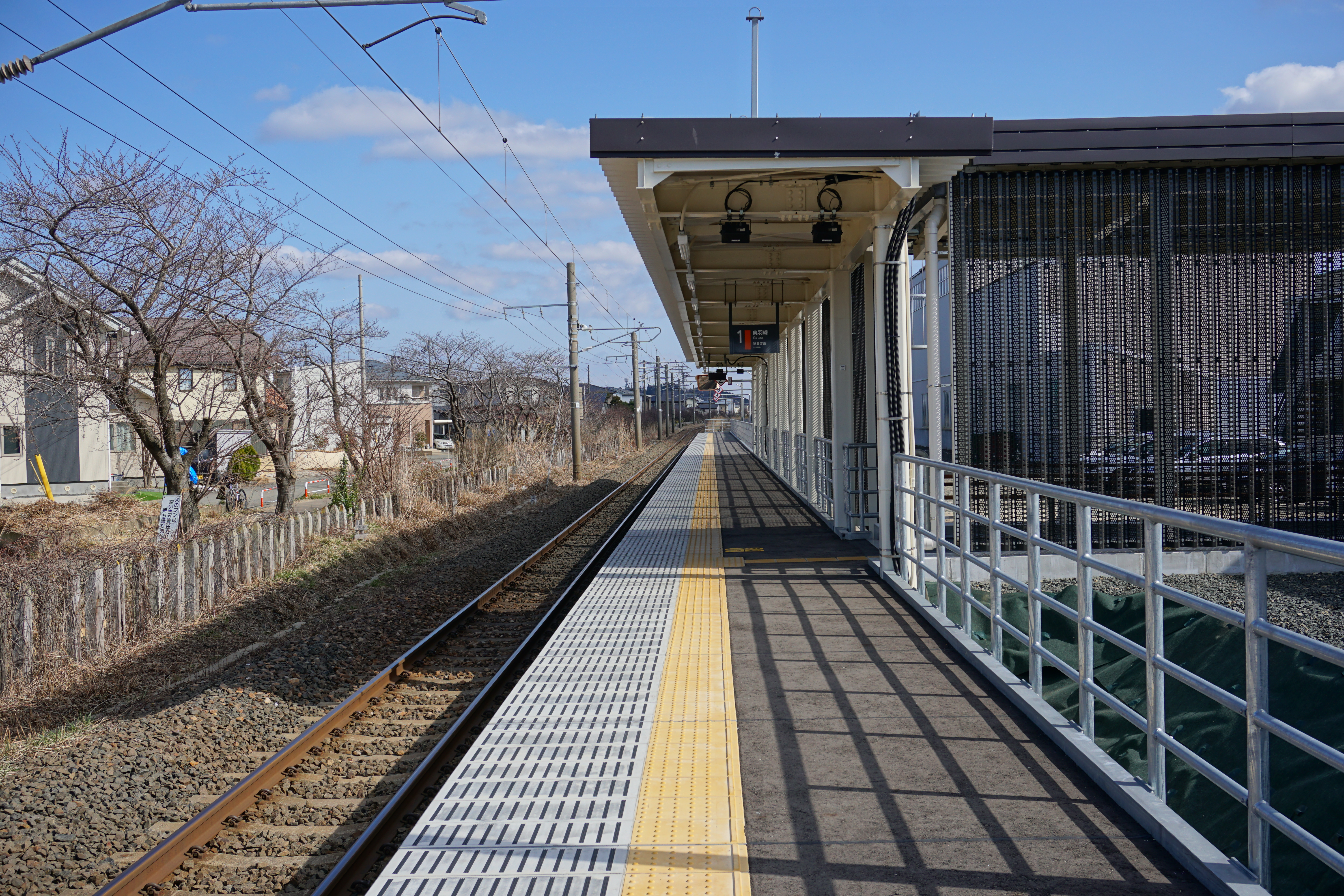
1番線（秋田方面）ホーム （2021年3月）
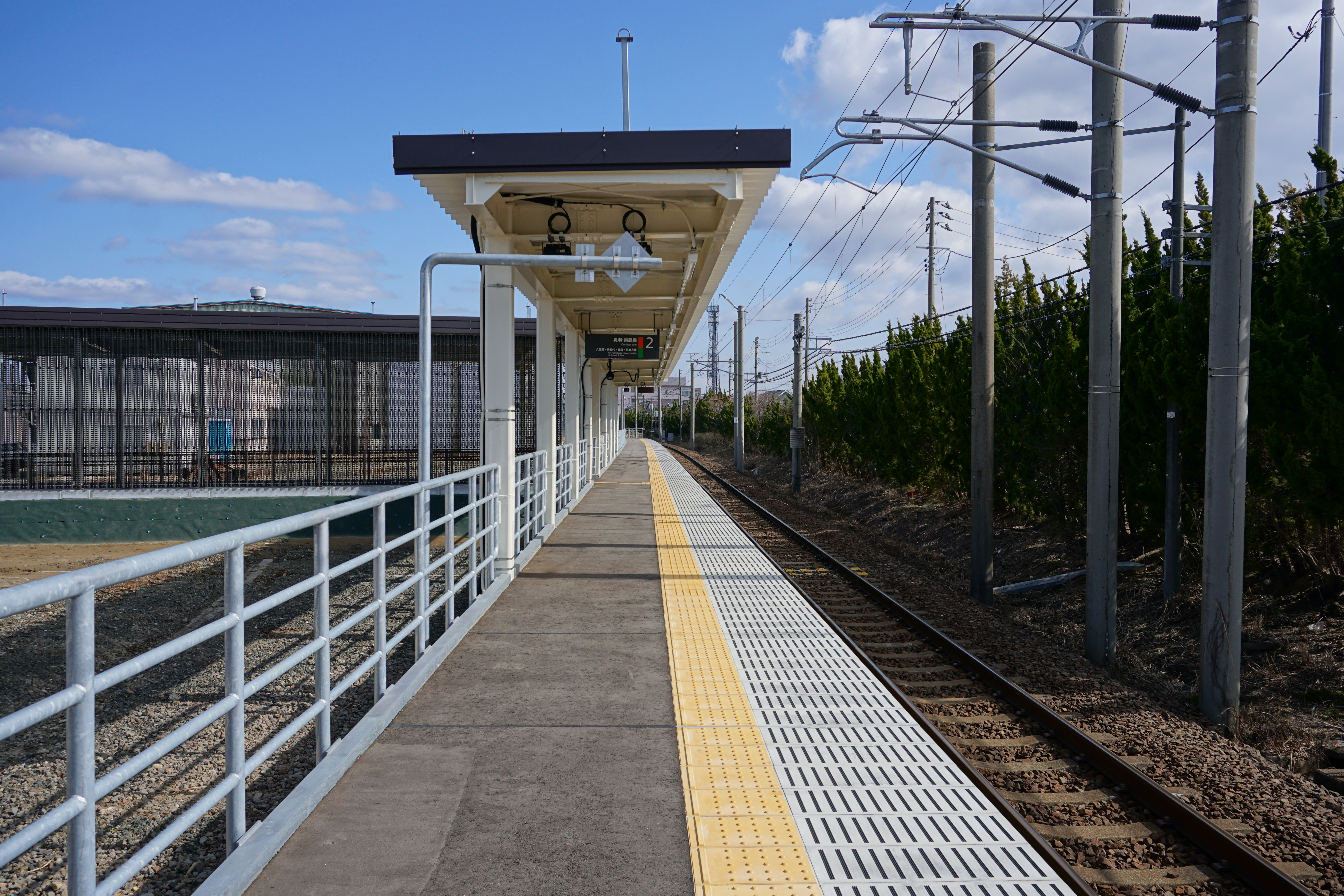
2番線（土崎方面）ホーム （2021年3月）
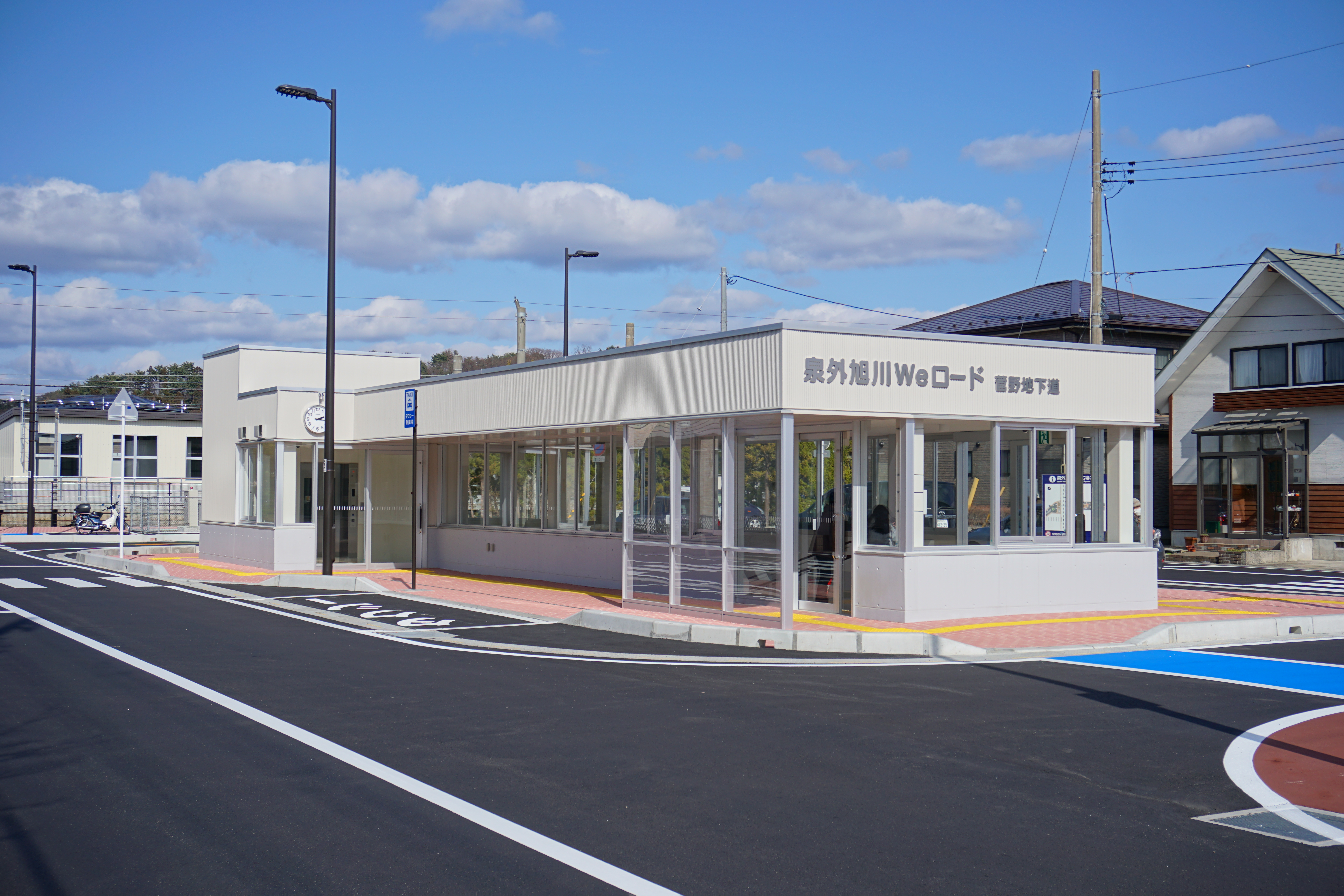
泉駅前広場（菅野地下道「泉外旭川Weロード」出入口） （2021年3月）
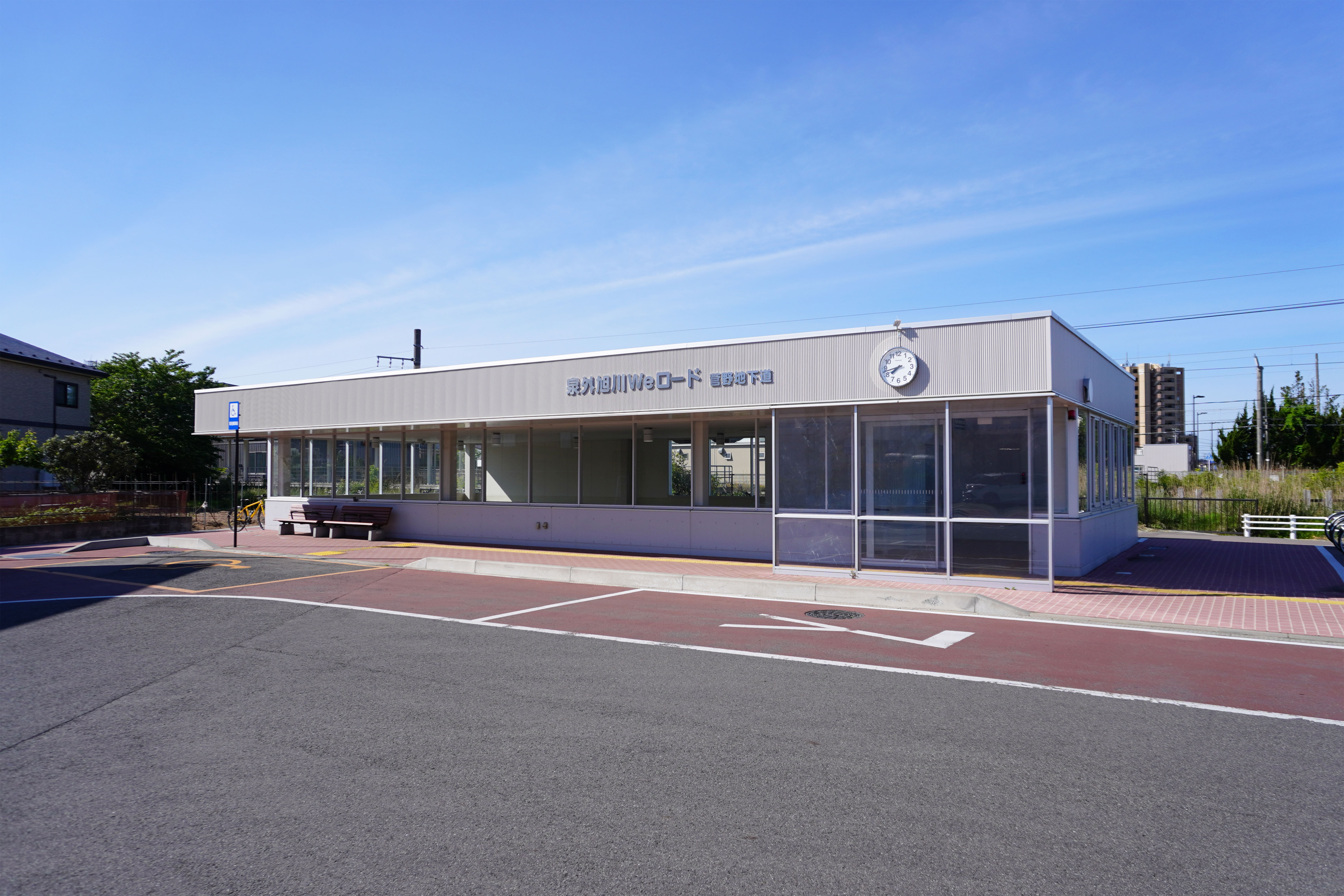
外旭川駅前広場（菅野地下道「泉外旭川Weロード」出入口） （2024年5月）
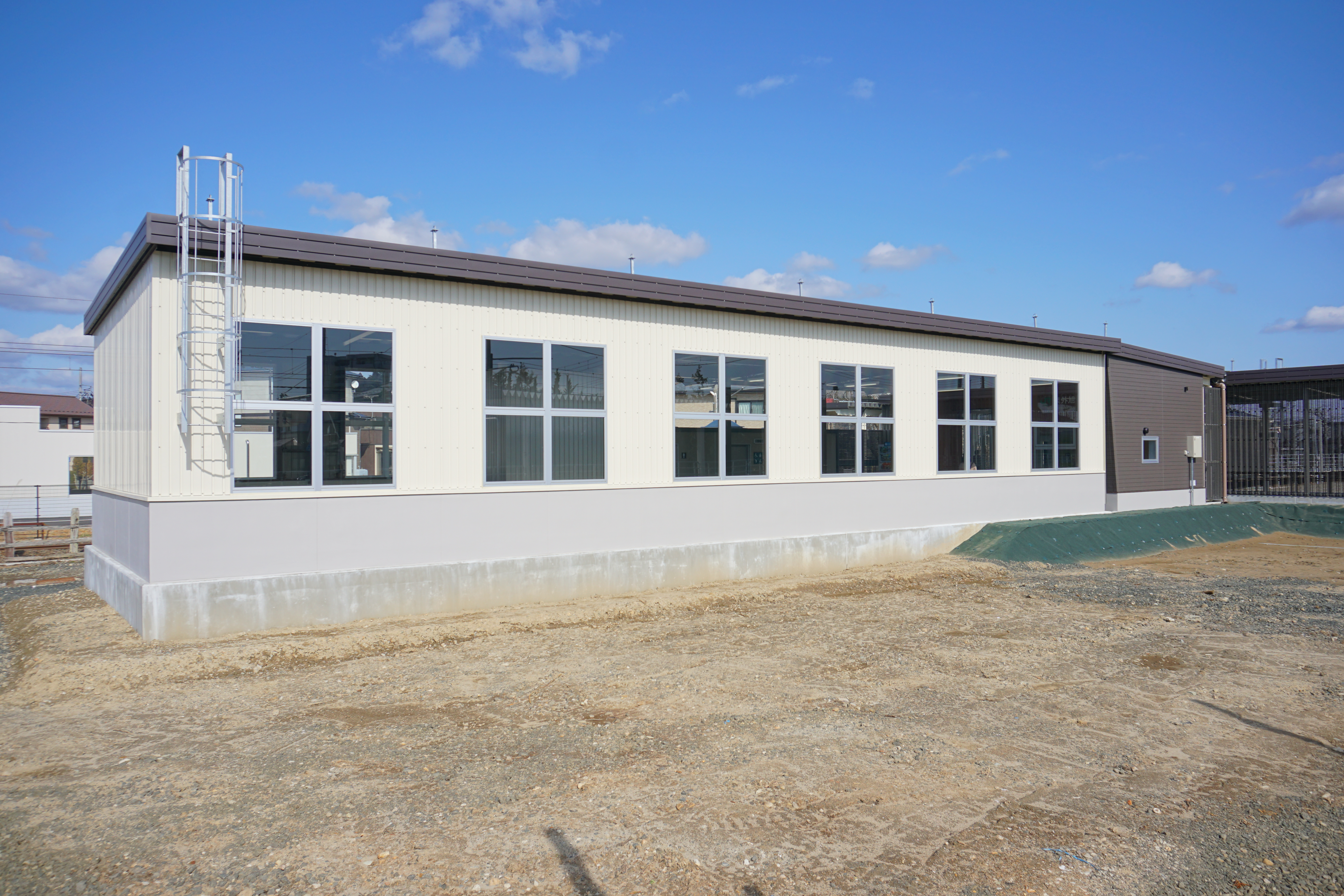
地下通路からの階段出口と待合室外観（2021年3月）
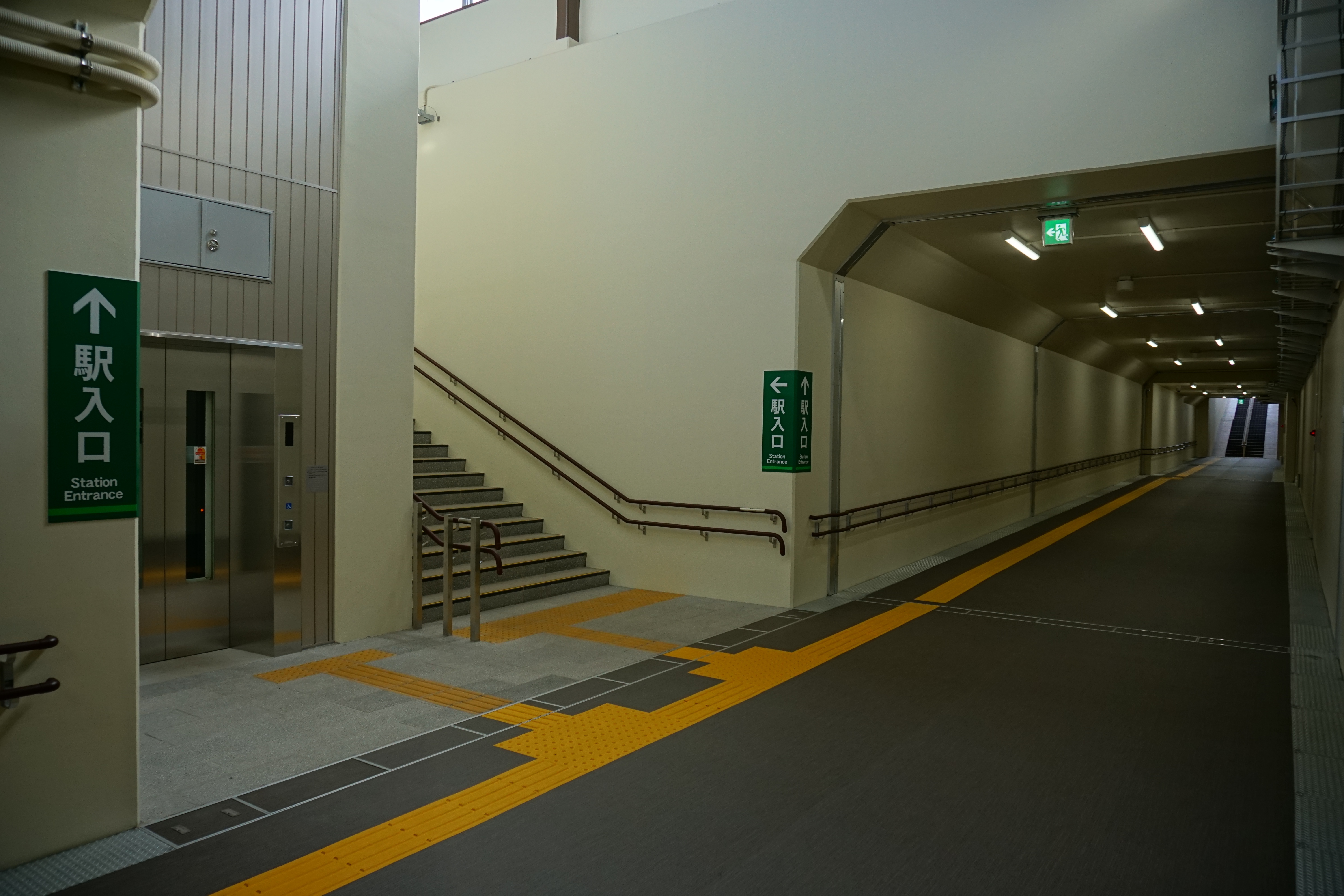
地下通路から駅に上がる階段部分 （2021年3月）

## 利用状況
秋田市は開業時の1日当たりの乗車人員を2,118人と見込んでいたが、2022年（令和4年）2月に行った秋田市の調査によると、1日平均乗車人員が平日は1,124人、休日は510人で、当初見込みの3分の1以下の利用に留まっている。

## 駅周辺

### 泉駅前広場口
- JR貨物 秋田貨物駅
- 秋田菅野郵便局
- 秋田中央警察署泉交番[新聞 10]
- スーパードラッグアサヒ秋田中央店
- グランマート泉店
  - くらた泉グランマート店
- マルエーうちや本部
  - ジェイ・マルエー泉店
- 東北ミサワホーム秋田支店
- コメリPRO 泉店
- なかよし児童遊園地
- 秋田県立秋田工業高等学校
- 秋田市立泉中学校
- 秋田市立八橋小学校
- 国土交通省東北地方整備局秋田河川国道事務所秋田国道維持出張所
- 国土交通省東北運輸局秋田運輸支局
- 秋田県軽自動車協会

### 外旭川駅前広場口
- 秋田市平和公園
- 秋田市斎場
- 天徳寺

## バス路線
泉駅前広場
- 秋田中央交通・泉ハイタウン線（秋田駅西口方面）

外旭川駅前広場
- 秋田中央交通・神田旭野線
- キングタクシー・秋田市マイタウン・バス北部線外旭川笹岡循環コース

## 隣の駅
東日本旅客鉄道（JR東日本）
■奥羽本線・■男鹿線（男鹿線は秋田駅 - 追分駅間奥羽本線）
□快速・■普通
秋田駅 - 泉外旭川駅 - （貨）秋田貨物駅 - 土崎駅